# Ryan Saunders
Ryan Philip Saunders (ur. 28 kwietnia 1986 w Medinie) – amerykański koszykarz akademicki, występujący na pozycji rozgrywającego, obecnie asystent trenera Denver Nuggets.
W czerwcu 2022 został asystentem trenera Denver Nuggets.

## Osiągnięcia
Na podstawie, o ile nie zaznaczono inaczej.

### Zawodnicze
NCAA
- Uczestnik rozgrywek turnieju NCAA (2005)

### Trenerskie
- Mistrz NBA (2023 jako asystent trenera)[3]